# Karl Malone
Karl Malone (celým jménem Karl Anthony Malone * 24. června 1963) je bývalý americký profesionální basketbalista. Je známý pod přezdívkou Mailman (Pošťák).
Celkem 18 sezón hrál v NBA za tým Utah Jazz (1985–2003), na poslední sezónu před ukončením kariéry přestoupil do Los Angeles Lakers.
Karl Malone získal dvakrát cenu pro nejužitečnějšího hráče NBA (v letech 1997 a 1999). S týmem Jazz se dvakrát dostal do finále NBA, ale pokaždé byli poraženi Jordanovými Chicago Bulls. Odehrál v NBA celkem 1476 zápasů s průměrem 25,0 bodů na zápas. Za svoji kariéru nastřílel druhý nejvyšší počet bodů ze všech hráčů NBA. Více bodů nastřílel pouze Kareem Abdul-Jabbar.
Spolu se svým dlouholetým spoluhráčem Johnem Stocktonem dovedl k dokonalosti herní systém zvaný Pick and roll.
V letech 1992 a 1996 byl členem vítězného týmu USA na olympijských hrách.